# Шоев, Гуль
Гуль Шоев (6 июня 1923 года, кишлак Гушары, Душанбинский вилоят, Бухарская народная советская республика — дата смерти 11.10.2009) — монтёр-связист Душанбинского эксплуатационно-технического узла Министерства связи СССР, Таджикская ССР. Герой Социалистического Труда (1966).

## Биография
Родился в 1923 году в кишлаке Гушары Душанбинского вилоята (сегодня — Варзобский район, Республики Таджикистан). Окончил местную школу.
Участвовал в Великой Отечественной войне с мая 1942 года. Воевал на Юго-Западном, Сталинградском и Южном фронтах. В октябре 1943 года получил ранение в окрестностях Мелитополя. После излечения продолжил воевать на 4-м Украинском фронте. С июля 1944 года воевал в составе 1-го стрелкового батальона 71-го гвардейского стрелкового Краснознамённого полка 24-й гвардейской стрелковой Евпаторийской Краснознамённой дивизии. Освобождал Севастополь. Во время Шяуляйской наступательной операции в октябре 1944 года на территории Даурагского уезда уничтожил огнём своей пушки два пулемёта противника и пять врагов. За этот воинский подвиг был награждён медалью «За отвагу». В этом сражении получил два ранения.
После демобилизации возвратился на родину и трудился рядовым колхозником колхоза имени Максима Горького Варзобского района (1945—1947). С конца 1947 года — рабочий, участковый монтёр ремонтной колонны линейно-технического узла связи. Обслуживал линейный участок Гушары — Зидды длиной двадцать пять километров по Варзобскому ущелью, которое связывало город Душанбе с севером Таджикистана и территорий остального СССР. На этом участке ежегодно происходило около ста повреждений линии связи. В результате своих наблюдений установил наиболее опасные участки, подвергавшиеся постоянным горным обвалам и уделял им особое внимание в своей работе. Благодаря его рационализаторской деятельности в течение всего 1965 года на линейном участке связи, который обслуживал Гуль Шоев, было только пять повреждений при обычном годовом количестве горных обвалов.
Указом Президиума Верховного Совета СССР от 18 июля 1966 года удостоен звания Героя Социалистического Труда за «выдающиеся успехи, достигнутые при выполнении заданий семилетнего плана по развитию средств связи, телевидения и радиовещания» с вручением ордена Ленина и золотой медали «Серп и Молот».
В последующие годы продолжал трудиться монтёром Душанбинского эксплуатационно-ремонтного узла связи до 1983 года. Умер 11 октября 2009 года. Похоронен на кладбище к.Гушары (ныне Рабат) Варзобского района Республики Таджикистан.
Награды
- Герой Социалистического Труда
- Орден Ленина
- Орден Отечественной войны 1 степени (11.03.1985)
- Медаль «За отвагу» (16.10.1944)
- Медаль «За победу над Германией в Великой Отечественной войне 1941–1945 гг.» (09.05.1945)